# Qualificazioni al campionato mondiale di calcio 1974 - UEFA

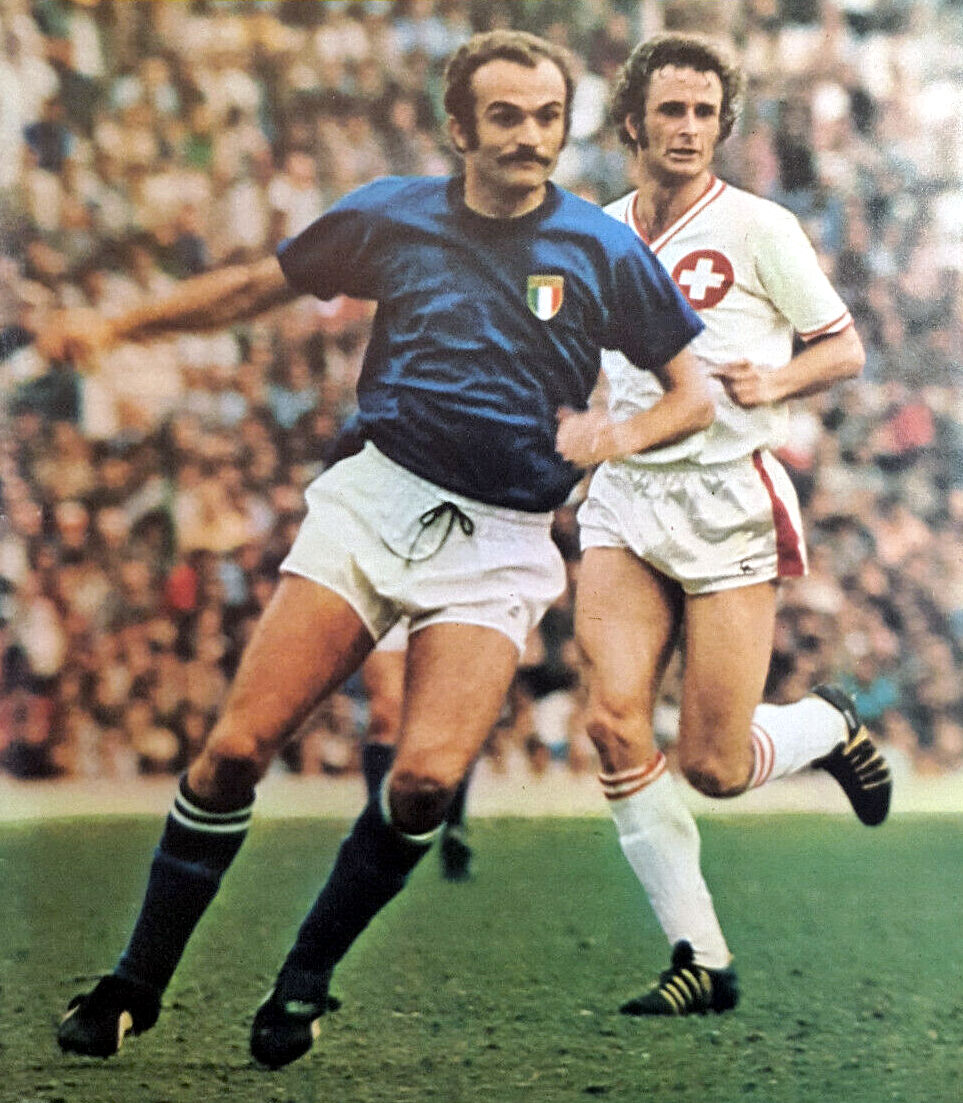
L'italiano Sandro Mazzola in azione contro i rivali svizzeri nella sfida del 20 ottobre 1973 valevole per il gruppo 2

Sono elencate di seguito le date e i risultati della zona europea (UEFA) per le qualificazioni al mondiale del 1974.

## Formula
33 membri FIFA: si contendono 9,5 posti per la fase finale. La Germania Ovest è qualificata direttamente alla fase finale. Rimangono così 32 squadre per 8,5 posti disponibili. Le qualificazioni si compongono di 9 gruppi (5 gruppi di 4 squadre e 4 gruppi di 3 squadre), con partite di andata e ritorno. Le vincitrici dei primi 8 gruppi si qualificano alla fase finale, mentre la vincitrice del gruppo 9 si qualifica allo Spareggio UEFA-CONMEBOL contro la vincitrice del gruppo 3 della CONMEBOL. In caso di parità tra più squadre conta la differenza reti. Qualora persistesse la parità si disputano gare di spareggio su campo neutro nel paese organizzatore del campionato mondiale.

## Sorteggio
I sorteggi per la composizione dei gruppi si svolgono il 17 luglio 1971 a Düsseldorf. Le gare si disputano dal 14 novembre 1971 al 13 febbraio 1974.
Le squadre vengono suddivise in quattro fasce:
| Fascia 1 | Fascia 2                                                                                                 | Fascia 3                                                                                         | Fascia 4                                            |
| --- | --- | ------------------------------------------------------------------------------------------------ | --------------------------------------------------- |
| - Italia - Inghilterra - Cecoslovacchia - Belgio - Romania - Unione Sovietica - Svezia - Bulgaria - Jugoslavia | - Portogallo - Spagna - Francia - Germania Est - Danimarca - Polonia - Svizzera - Paesi Bassi - Ungheria | - Irlanda del Nord - Austria - Turchia - Irlanda - Galles - Norvegia - Scozia - Grecia - Albania | - Finlandia - Lussemburgo - Malta - Islanda - Cipro |

## Gruppo 1
| Data             | Luogo       | Squadra 1 | Risultato | Squadra 2 |
| ---------------- | ----------- | --------- | --------- | --------- |
| 14 novembre 1971 | La Valletta | Malta     | 0 - 2     | Ungheria  |
| 30 aprile 1972   | Vienna      | Austria   | 4 - 0     | Malta     |
| 6 maggio 1972    | Budapest    | Ungheria  | 3 - 0     | Malta     |
| 25 maggio 1972   | Stoccolma   | Svezia    | 0 - 0     | Ungheria  |
| 10 giugno 1972   | Vienna      | Austria   | 2 - 0     | Svezia    |
| 15 ottobre 1972  | Vienna      | Austria   | 2 - 2     | Ungheria  |
| 15 ottobre 1972  | Göteborg    | Svezia    | 7 - 0     | Malta     |
| 25 novembre 1972 | La Valletta | Malta     | 0 - 2     | Austria   |
| 29 aprile 1973   | Budapest    | Ungheria  | 2 - 2     | Austria   |
| 23 maggio 1973   | Göteborg    | Svezia    | 3 - 2     | Austria   |
| 13 giugno 1973   | Budapest    | Ungheria  | 3 - 3     | Svezia    |
| 11 novembre 1973 | La Valletta | Malta     | 1 - 2     | Svezia    |

| Pos | Squadra  | Pti | G | V | N | P | GF | GS | DR  |
| --- | -------- | --- | - | - | - | - | -- | -- | --- |
| 1=  | Svezia   | 8   | 6 | 3 | 2 | 1 | 15 | 8  | +7  |
| 1=  | Austria  | 8   | 6 | 3 | 2 | 1 | 14 | 7  | +7  |
| 3   | Ungheria | 8   | 6 | 2 | 4 | 0 | 12 | 7  | +5  |
| 4   | Malta    | 0   | 6 | 0 | 0 | 6 | 1  | 20 | -19 |

 Svezia e  Austria disputano uno spareggio.
| Data             | Luogo         | Squadra 1 | Risultato | Squadra 2 |
| ---------------- | ------------- | --------- | --------- | --------- |
| 27 novembre 1973 | Gelsenkirchen | Svezia    | 2 - 1     | Austria   |

 Svezia qualificata.

## Gruppo 2
| Data              | Luogo       | Squadra 1   | Risultato | Squadra 2   |
| ----------------- | ----------- | ----------- | --------- | ----------- |
| 7 ottobre 1972    | Lussemburgo | Lussemburgo | 0 - 4     | Italia      |
| 21 ottobre 1972   | Berna       | Svizzera    | 0 - 0     | Italia      |
| 22 ottobre 1972   | Lussemburgo | Lussemburgo | 2 - 0     | Turchia     |
| 10 dicembre 1972  | Istanbul    | Turchia     | 3 - 0     | Lussemburgo |
| 13 gennaio 1973   | Napoli      | Italia      | 0 - 0     | Turchia     |
| 25 febbraio 1973  | Istanbul    | Turchia     | 0 - 1     | Italia      |
| 31 marzo 1973     | Genova      | Italia      | 5 - 0     | Lussemburgo |
| 8 aprile 1973     | Lussemburgo | Lussemburgo | 0 - 1     | Svizzera    |
| 9 maggio 1973     | Basilea     | Svizzera    | 0 - 0     | Turchia     |
| 26 settembre 1973 | Lucerna     | Svizzera    | 1 - 0     | Lussemburgo |
| 20 ottobre 1973   | Roma        | Italia      | 2 - 0     | Svizzera    |
| 18 novembre 1973  | Smirne      | Turchia     | 2 - 0     | Svizzera    |

| Pos | Squadra     | Pti | G | V | N | P | GF | GS | DR  |
| --- | ----------- | --- | - | - | - | - | -- | -- | --- |
| 1   | Italia      | 10  | 6 | 4 | 2 | 0 | 12 | 0  | +12 |
| 2   | Turchia     | 6   | 6 | 2 | 2 | 2 | 5  | 3  | +2  |
| 3   | Svizzera    | 6   | 6 | 2 | 2 | 2 | 2  | 4  | -2  |
| 4   | Lussemburgo | 2   | 6 | 1 | 0 | 5 | 2  | 14 | -12 |

 Italia qualificata.

## Gruppo 3
| Data              | Luogo     | Squadra 1   | Risultato | Squadra 2   |
| ----------------- | --------- | ----------- | --------- | ----------- |
| 18 maggio 1972    | Liegi     | Belgio      | 4 - 0     | Islanda     |
| 22 maggio 1972    | Bruges    | Islanda     | 0 - 4     | Belgio      |
| 3 agosto 1972     | Stavanger | Norvegia    | 4 - 1     | Islanda     |
| 4 ottobre 1972    | Oslo      | Norvegia    | 0 - 2     | Belgio      |
| 1º novembre 1972  | Rotterdam | Paesi Bassi | 9 - 0     | Norvegia    |
| 19 novembre 1972  | Anversa   | Belgio      | 0 - 0     | Paesi Bassi |
| 2 agosto 1973     | Reykjavík | Islanda     | 0 - 4     | Norvegia    |
| 22 agosto 1973    | Amsterdam | Paesi Bassi | 5 - 0     | Islanda     |
| 29 agosto 1973    | Deventer  | Islanda     | 1 - 8     | Paesi Bassi |
| 12 settembre 1973 | Oslo      | Norvegia    | 1 - 2     | Paesi Bassi |
| 31 ottobre 1973   | Bruxelles | Belgio      | 2 - 0     | Norvegia    |
| 18 novembre 1973  | Amsterdam | Paesi Bassi | 0 - 0     | Belgio      |

| Pos | Squadra     | Pti | G | V | N | P | GF | GS | DR  |
| --- | ----------- | --- | - | - | - | - | -- | -- | --- |
| 1   | Paesi Bassi | 10  | 6 | 4 | 2 | 0 | 24 | 2  | +22 |
| 2   | Belgio      | 10  | 6 | 4 | 2 | 0 | 12 | 0  | +12 |
| 3   | Norvegia    | 4   | 6 | 2 | 0 | 4 | 9  | 16 | -7  |
| 4   | Islanda     | 0   | 6 | 0 | 0 | 6 | 2  | 29 | -27 |

 Paesi Bassi qualificati.
L'ultima partita del gruppo vide opposte ad Amsterdam le due squadre appaiate in testa alla classifica, Belgio e Paesi Bassi. L'incontro si chiuse con un pareggio che qualificò gli olandesi per la miglior differenza reti, ma ebbe una coda polemica per la controversa decisione dell'arbitro sovietico Kazakov di annullare un gol regolare ai belgi all'ultimo minuto dell'incontro.

## Gruppo 4
| Data              | Luogo      | Squadra 1    | Risultato | Squadra 2    |
| ----------------- | ---------- | ------------ | --------- | ------------ |
| 21 giugno 1972    | Helsinki   | Finlandia    | 1 - 0     | Albania      |
| 20 settembre 1972 | Helsinki   | Finlandia    | 1 - 1     | Romania      |
| 7 ottobre 1972    | Dresda     | Germania Est | 5 - 0     | Finlandia    |
| 29 ottobre 1972   | Bucarest   | Romania      | 2 - 0     | Albania      |
| 8 aprile 1973     | Magdeburgo | Germania Est | 2 - 0     | Albania      |
| 6 maggio 1973     | Tirana     | Albania      | 1 - 4     | Romania      |
| 27 maggio 1973    | Bucarest   | Romania      | 1 - 0     | Germania Est |
| 6 giugno 1973     | Tampere    | Finlandia    | 1 - 5     | Germania Est |
| 26 settembre 1973 | Lipsia     | Germania Est | 2 - 0     | Romania      |
| 10 ottobre 1973   | Tirana     | Albania      | 1 - 0     | Finlandia    |
| 14 ottobre 1973   | Bucarest   | Romania      | 9 - 0     | Finlandia    |
| 13 novembre 1973  | Tirana     | Albania      | 1 - 4     | Germania Est |

| Pos | Squadra      | Pti | G | V | N | P | GF | GS | DR  |
| --- | ------------ | --- | - | - | - | - | -- | -- | --- |
| 1   | Germania Est | 10  | 6 | 5 | 0 | 1 | 18 | 3  | +15 |
| 2   | Romania      | 9   | 6 | 4 | 1 | 1 | 17 | 4  | +13 |
| 3   | Finlandia    | 3   | 6 | 1 | 1 | 4 | 3  | 21 | -18 |
| 4   | Albania      | 2   | 6 | 1 | 0 | 5 | 3  | 13 | -10 |

 Germania Est qualificata.

## Gruppo 5
| Data              | Luogo   | Squadra 1   | Risultato | Squadra 2   |
| ----------------- | ------- | ----------- | --------- | ----------- |
| 15 novembre 1972  | Cardiff | Galles      | 0 - 1     | Inghilterra |
| 24 gennaio 1973   | Londra  | Inghilterra | 1 - 1     | Galles      |
| 28 marzo 1973     | Cardiff | Galles      | 2 - 0     | Polonia     |
| 6 giugno 1973     | Chorzów | Polonia     | 2 - 0     | Inghilterra |
| 26 settembre 1973 | Chorzów | Polonia     | 3 - 0     | Galles      |
| 17 ottobre 1973   | Londra  | Inghilterra | 1 - 1     | Polonia     |

| Pos | Squadra     | Pti | G | V | N | P | GF | GS | DR |
| --- | ----------- | --- | - | - | - | - | -- | -- | -- |
| 1   | Polonia     | 5   | 4 | 2 | 1 | 1 | 6  | 3  | +3 |
| 2   | Inghilterra | 4   | 4 | 1 | 2 | 1 | 3  | 4  | -1 |
| 3   | Galles      | 3   | 4 | 1 | 1 | 2 | 3  | 5  | -2 |

 Polonia qualificata.

## Gruppo 6
| Data              | Luogo     | Squadra 1        | Risultato | Squadra 2        |
| ----------------- | --------- | ---------------- | --------- | ---------------- |
| 29 marzo 1972     | Lisbona   | Portogallo       | 4 - 0     | Cipro            |
| 10 maggio 1972    | Nicosia   | Cipro            | 0 - 1     | Portogallo       |
| 18 ottobre 1972   | Sofia     | Bulgaria         | 3 - 0     | Irlanda del Nord |
| 19 novembre 1972  | Limassol  | Cipro            | 0 - 4     | Bulgaria         |
| 14 febbraio 1973  | Nicosia   | Cipro            | 1 - 0     | Irlanda del Nord |
| 28 marzo 1973     | Coventry  | Irlanda del Nord | 1 - 1     | Portogallo       |
| 2 maggio 1973     | Sofia     | Bulgaria         | 2 - 1     | Portogallo       |
| 8 maggio 1973     | Londra    | Irlanda del Nord | 3 - 0     | Cipro            |
| 26 settembre 1973 | Sheffield | Irlanda del Nord | 0 - 0     | Bulgaria         |
| 13 ottobre 1973   | Lisbona   | Portogallo       | 2 - 2     | Bulgaria         |
| 14 novembre 1973  | Lisbona   | Portogallo       | 1 - 1     | Irlanda del Nord |
| 18 novembre 1973  | Sofia     | Bulgaria         | 2 - 0     | Cipro            |

| Pos | Squadra          | Pti | G | V | N | P | GF | GS | DR  |
| --- | ---------------- | --- | - | - | - | - | -- | -- | --- |
| 1   | Bulgaria         | 10  | 6 | 4 | 2 | 0 | 13 | 3  | +10 |
| 2   | Portogallo       | 7   | 6 | 2 | 3 | 1 | 10 | 6  | +4  |
| 3   | Irlanda del Nord | 5   | 6 | 1 | 3 | 2 | 5  | 6  | -1  |
| 4   | Cipro            | 2   | 6 | 1 | 0 | 5 | 1  | 14 | -13 |

 Bulgaria qualificata.

## Gruppo 7
| Data             | Luogo      | Squadra 1  | Risultato | Squadra 2  |
| ---------------- | ---------- | ---------- | --------- | ---------- |
| 19 ottobre 1972  | Las Palmas | Spagna     | 2 - 2     | Jugoslavia |
| 18 novembre 1972 | Belgrado   | Jugoslavia | 1 - 0     | Grecia     |
| 17 gennaio 1973  | Atene      | Grecia     | 2 - 3     | Spagna     |
| 21 febbraio 1973 | Malaga     | Spagna     | 3 - 1     | Grecia     |
| 21 ottobre 1973  | Zagabria   | Jugoslavia | 0 - 0     | Spagna     |
| 19 dicembre 1973 | Atene      | Grecia     | 2 - 4     | Jugoslavia |

| Pos | Squadra    | Pti | G | V | N | P | GF | GS | DR |
| --- | ---------- | --- | - | - | - | - | -- | -- | -- |
| 1=  | Spagna     | 6   | 4 | 2 | 2 | 0 | 8  | 5  | +3 |
| 1=  | Jugoslavia | 6   | 4 | 2 | 2 | 0 | 7  | 4  | +3 |
| 3   | Grecia     | 0   | 4 | 0 | 0 | 4 | 5  | 11 | -6 |

 Spagna e  Jugoslavia disputano uno spareggio.
| Data             | Luogo                | Squadra 1 | Risultato | Squadra 2  |
| ---------------- | -------------------- | --------- | --------- | ---------- |
| 13 febbraio 1974 | Francoforte sul Meno | Spagna    | 0 - 1     | Jugoslavia |

 Jugoslavia qualificata.

## Gruppo 8
| Data              | Luogo      | Squadra 1      | Risultato | Squadra 2      |
| ----------------- | ---------- | -------------- | --------- | -------------- |
| 18 ottobre 1972   | Copenaghen | Danimarca      | 1 - 4     | Scozia         |
| 15 novembre 1972  | Glasgow    | Scozia         | 2 - 0     | Danimarca      |
| 2 maggio 1973     | Copenaghen | Danimarca      | 1 - 1     | Cecoslovacchia |
| 2 giugno 1973     | Praga      | Cecoslovacchia | 6 - 0     | Danimarca      |
| 26 settembre 1973 | Glasgow    | Scozia         | 2 - 1     | Cecoslovacchia |
| 17 ottobre 1973   | Bratislava | Cecoslovacchia | 1 - 0     | Scozia         |

| Pos | Squadra        | Pti | G | V | N | P | GF | GS | DR  |
| --- | -------------- | --- | - | - | - | - | -- | -- | --- |
| 1   | Scozia         | 6   | 4 | 3 | 0 | 1 | 8  | 3  | +5  |
| 2   | Cecoslovacchia | 5   | 4 | 2 | 1 | 1 | 9  | 3  | +6  |
| 3   | Danimarca      | 1   | 4 | 0 | 1 | 3 | 2  | 13 | -11 |

 Scozia qualificata.

## Gruppo 9
| Data             | Luogo   | Squadra 1        | Risultato | Squadra 2        |
| ---------------- | ------- | ---------------- | --------- | ---------------- |
| 13 ottobre 1972  | Parigi  | Francia          | 1 - 0     | Unione Sovietica |
| 18 ottobre 1972  | Dublino | Irlanda          | 1 - 2     | Unione Sovietica |
| 15 novembre 1972 | Dublino | Irlanda          | 2 - 1     | Francia          |
| 13 maggio 1973   | Mosca   | Unione Sovietica | 1 - 0     | Irlanda          |
| 19 maggio 1973   | Parigi  | Francia          | 1 - 1     | Irlanda          |
| 26 maggio 1973   | Mosca   | Unione Sovietica | 2 - 0     | Francia          |

| Pos | Squadra          | Pti | G | V | N | P | GF | GS | DR |
| --- | ---------------- | --- | - | - | - | - | -- | -- | -- |
| 1   | Unione Sovietica | 6   | 4 | 3 | 0 | 1 | 5  | 2  | +3 |
| 2   | Irlanda          | 3   | 4 | 1 | 1 | 2 | 4  | 5  | -1 |
| 3   | Francia          | 3   | 4 | 1 | 1 | 2 | 3  | 5  | -2 |

 Unione Sovietica qualificata allo Spareggio UEFA-CONMEBOL

## Spareggi intercontinentali
Incontri di andata e ritorno, il vincitore si qualifica.

### Spareggio UEFA-CONMEBOL
| Data              | Luogo             | Squadra 1        | Risultato          | Squadra 2        |
| ----------------- | ----------------- | ---------------- | ------------------ | ---------------- |
| 26 settembre 1973 | Mosca             | Unione Sovietica | 0 - 0              | Cile             |
| 21 novembre 1973  | Santiago del Cile | Cile             | 2 - 0 (a tavolino) | Unione Sovietica |

Dopo l'andata del 26 settembre a Mosca, finita con un pareggio 0-0, l'Unione Sovietica si rifiutò di giocare l'incontro di ritorno, previsto per il 21 novembre 1973 all'Estadio Nacional de Chile di Santiago, perché la struttura era utilizzata dal regime militare cileno come campo di concentramento e di tortura dei dissidenti dopo il colpo di Stato in Cile del 1973, di matrice anticomunista, avvenuto l'11 settembre 1973. La richiesta sovietica di disputare l'incontro in campo neutro fu respinta dalla FIFA e la squadra non si presentò. I cileni erano regolarmente in campo e la partita ebbe inizio con una sola squadra; dopo una rete siglata nei primi secondi dai cileni, l'arbitro interruppe l'incontro che fu dato vinto a tavolino per 2-0 al Cile, che così si qualificò alla fase finale. In seguito l'Unione Sovietica fu squalificata.